# 麦肯·腾博
马尔科姆·布莱·特恩布尔（Malcolm Bligh Turnbull，澳洲當地譯譚保，1954年10月24日—），澳大利亚自由党籍政治家、律师、投资银行家、前澳洲总理。出生于悉尼，毕业于悉尼大学，后赴牛津大学深造。2004年当选为联邦国会议员，2007年曾在约翰·霍华德内阁担任水资源与环境事务部长。自由党下野后，特恩布尔于2008至2009年出任自由党领袖兼国会反对党领袖，后被托尼·阿博特取代。2013年自由党重新上台执政后曾在阿博特内阁中任通讯事务部长。2015年9月再次出任自由党领袖并接任澳大利亚总理，至2018年8月卸任所有政界职务。
2015年9月14日，腾博挑战时任总理、自由党党魁艾伯特，在议会党团表决中以54-44的票数胜出，并在2015年9月15日，获总督正式任命为澳大利亚第29任总理。
2018年8月24日，时任內政部长彼德·達頓在2天内两度挑战党内领袖，在24日第二次议会党团会议中表决中无法获得多数支持后，腾博宣布辭職並退出政壇。财政部长斯科特·莫里森在随后的党团竞选中击败达顿及外交部长毕晓普成为新一任自由黨领袖。

## 家庭背景及早年经历
特恩布尔的父亲是旅馆经纪人（即专营旅馆的地产经纪人），母亲是广播剧演员、作家和学者，特恩布尔幼年家庭生活富裕，小学的后半段得以入读私立名小。10岁时，父母离异，母亲离开澳大利亚前往新西兰，后来移居美国，麦肯·腾博因此由父亲一人继续抚养长大。他中学就读私校悉尼文法学校，大学考入悉尼大学，获文学士及法学士双重学位毕业。1978年，赢得罗德奖学金，赴英国牛津大學布雷齊諾斯學院攻读民法学士（即法学硕士）学位，1980年以荣誉学位毕业。

## 律师及商业生涯
特恩布尔在大学时代就积极参与业余广播和新闻工作，在《星期日泰晤士報》供职，并为美国和澳大利亚的刊物撰写稿件。
1980年回返澳后，特恩布尔成为讼务律师，1983年在帕加家族企业任职法律顾问。1986年特恩布尔与布鲁斯·麦克威廉创建律师事务所，因出庭辩护被英國安全局（军情五处）控诉的前特工而声名大噪。
1987年与前州长內維爾·懷恩以及前总理高夫·惠特拉姆之子合伙创立投资银行，之后投资并经营了一系列企业。1991年特恩布尔协助旧雇主帕加谋求收购澳大利亚另一传媒业巨头企业费尔法克斯（Fairfax）时，获悉帕加准备在收购完成之后对其编辑方针进行干预。为了保护新闻多元化，特恩布尔威胁将此计划公布，因此与帕加交恶，甚至两人互相威胁杀掉对方。最后特恩布尔将帕加的计划告诉传媒监管机构，导致帕加被剔出收购财团。1997年特恩布尔加入高盛，后成为合伙人。

## 进入政坛
与前总理陆克文一样，腾博也是澳大利亚共和运动的积极支持者。1993年至2000年期间，曾任澳大利亚共和运动组织的主席。1998年当选宪政会议民选代表，但由于选择支持建制派的「最小改变」共和方案（總統為虛位元首，由議會選出）在事后被共和派批评，认为他的选择导致这一缺乏选民支持的方案成为付诸公投的共和方案，因此导致了共和议题在公投中遭到否决。
1981年时麦肯·腾博曾在其居住的悉尼东区温特沃思选区寻求自由党提名，但在党内初选中被击败，之后他的党员身份逾期作废。2000年腾博再度加入自由党，在2002-3年担任新州党部干事并出任联邦党部财务部长。2004年，腾博再度寻求温特沃思选区自由党提名并获得提名，但在接下去的选举中，原来的自由党籍议员以独立议员身份参选，原为自由党稳得议席的温特沃思变成边缘选区，腾博仅以少量选票优势当选联邦议员。
2006年霍华德总理提拔腾博入阁担任水利部长，2007年改为环境与水利部长。联盟党在2007年大选中失败，陆克文领导的工党当政，霍华德本人失去议席，在接下来的党魁选举中腾博失败，但获委任为影子财政部长。2008年再度挑战党魁获得胜利，成为自由党党魁、反对党领袖。

## 反對黨領袖
成為反對黨領袖后，腾博就一直与陆克文政府的政策唱反调，经常指责政府在应对经济危机时政策不力，而且极力批评执政党工党的经济刺激方案。惟2009年6月的统计数据显示：澳大利亚经济在2009年第一季度不跌反涨，增幅0.4%。陆克文和经济部长韦恩·斯万称澳大利亚在工党政策之下，成功避免经济衰退，是唯一成功避免衰退的主要发达国家。
腾博任反对党领袖期间，工党经常利用他的富裕家庭背景攻击他，称他不知平民疾苦。腾博反驳时，曾指出他的父亲在离异后、家庭住所被母亲卖掉后，曾短期租房，以示他也经历过普通家庭的生活，但这种争辩反而受到对方嘲笑——和腾博相比，陆克文出身佃农，幼年父亲去世后，曾有被房東扫地出门，一家人在车里过夜的经历。
2009年6月，腾博指称陆克文涉嫌腐败，不但接受了一名汽车销售商的赠车，而且还给这名销售商好处。他意借此机会使陆克文引咎辞职，未料到后来的调查中，腾博用来作为证据的电子邮件被证明是伪造的。此致腾博和反对党的支持率再次下滑。
同时，作为自由党内的进步派，腾博在环境议题上持有较激进的政见，因此愿意与陆克文政府合作，招来了联盟党内以托尼·艾伯特为首的保守派的不满。
2009年12月1日，艾伯特以炭税政策为契机，在党内发起领袖权挑战，腾博在随后的澳大利亚自由党议会党团内的领导权投票中，以一票之差败于托尼·艾伯特，卸任自由党及反对党领袖职务。

## 蛰伏时期

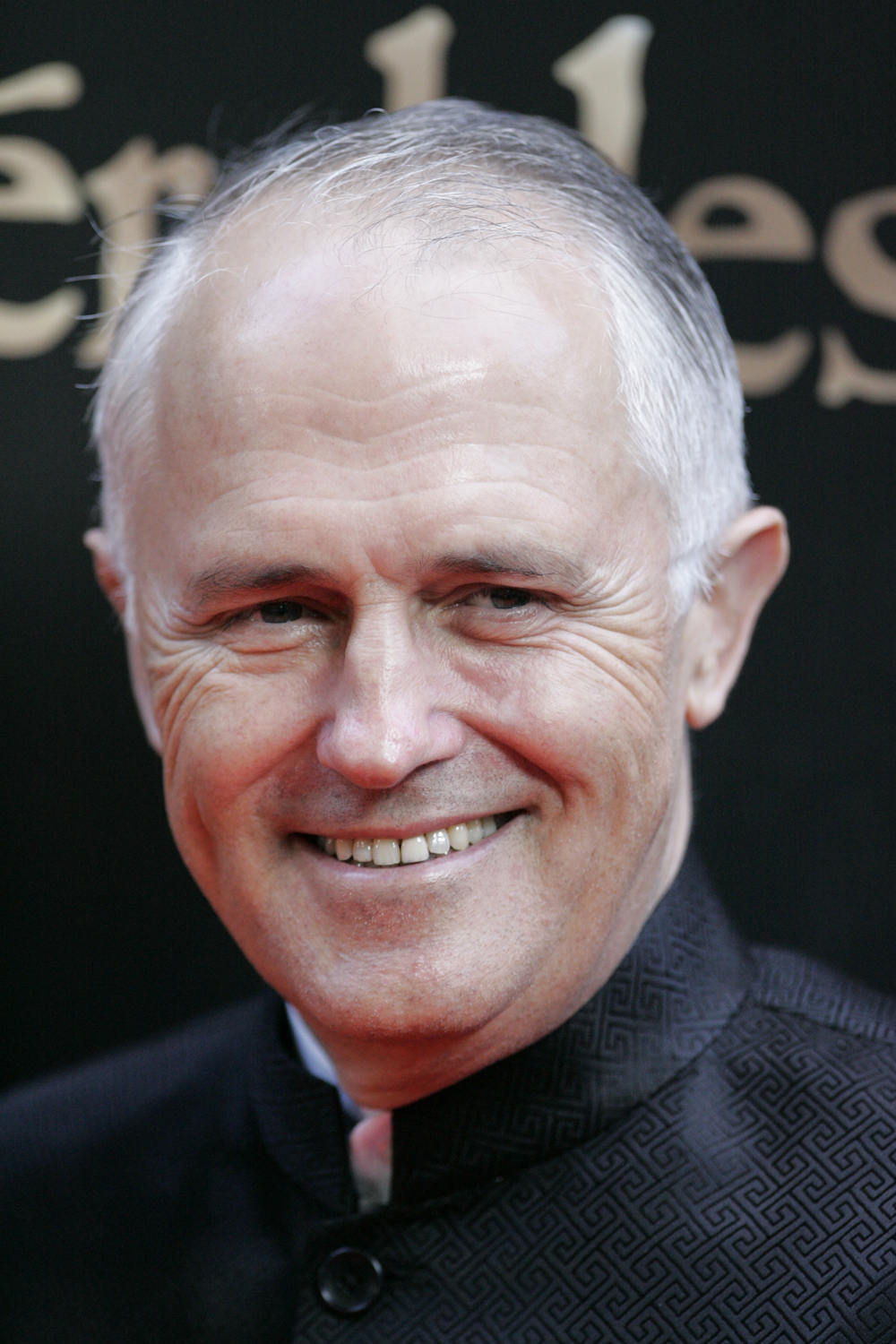
2013年的腾博

2010年4月6日，腾博曾宣布不再角逐連任議員，并据说准备退出政坛，但最後又取消決定。
在同年的選舉中，他以11%的优势擊敗對手连任议员，並進入影子內閣任通訊部長。腾博虽然屡次表示支持艾伯特，但作为党内偏左派系领军人，凡在保守派聯盟党魁艾伯特的支持率跌落时，即有评论是否腾博应当重夺党魁位置。
2012年7月，騰博表示支持民事結合，其後又表示願意投票支持同性婚姻，並且前提是聯盟黨魁同意聯盟黨員可就有關議題自由投票，可是保守派聯盟黨魁托尼·艾伯特並未容許黨員就有關議題自由投票（即只容許黨員投反對票），他又指出其他同性婚姻合法化的國家，先前都有民事結合。
2013年9月，自由党-国家党联盟在大选中击败陆克文领导的工党，回朝执政。特恩布尔被新任总理托尼·阿博特委任为通讯事务部长。

## 再任党魁与总理生涯
由于阿博特政府施政不佳，執政期间其支持率不断下滑，執政黨更在多場地方選舉中慘敗，例如昆士蘭州自由國家黨虽然坐享压倒性多数议席仍在執政僅一屆後便下台，因此党内和党外都持续出现对阿博特领袖地位的质疑声。

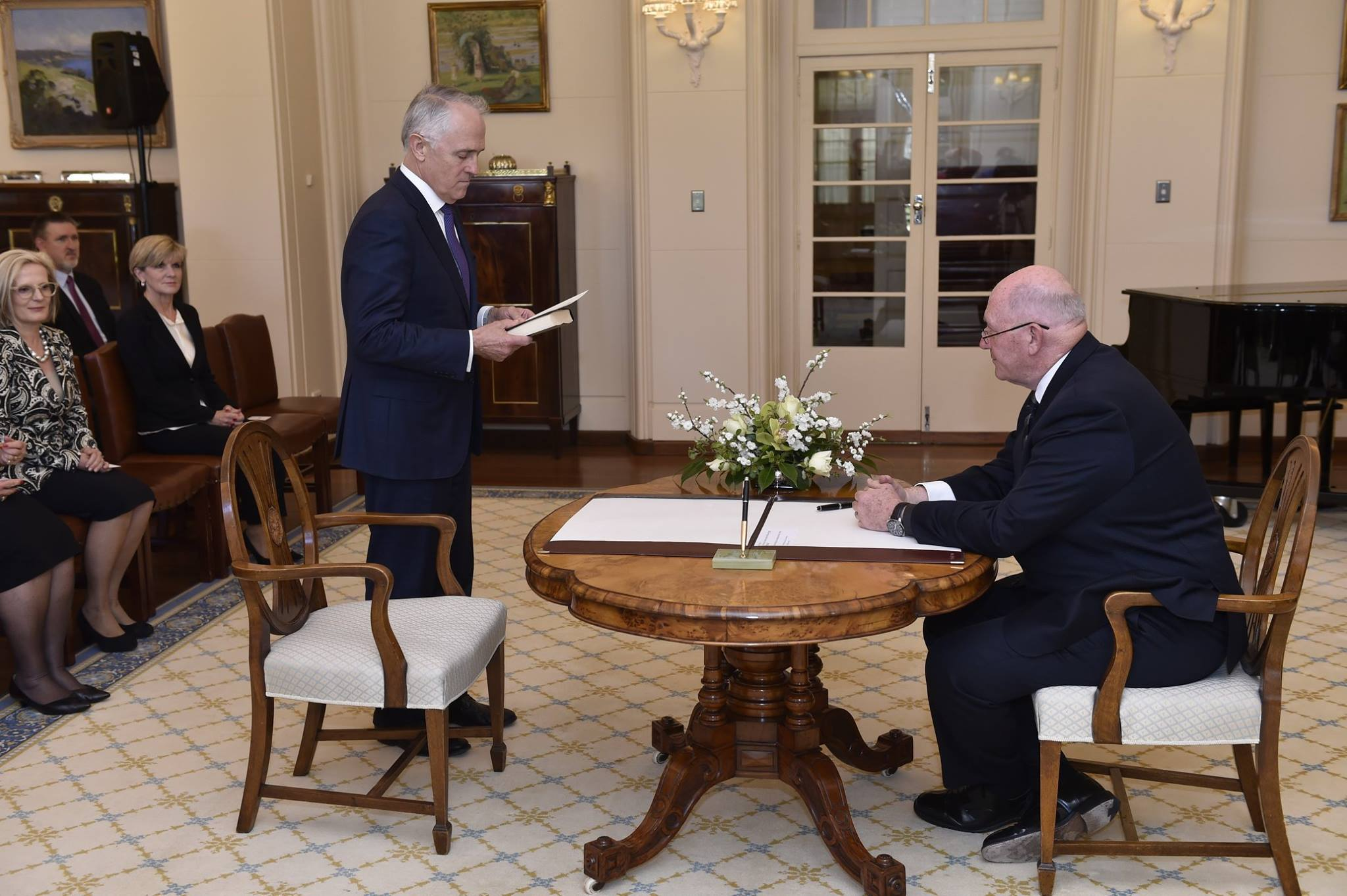
譚保向總督宣誓就職總理

2015年9月14日，特恩布尔突然对外界宣布自己准备挑战阿博特的领袖职位，并和副手朱莉·毕晓普分别面见阿博特，要求进行议会党团表决并获同意。在当晚举行的党内投票中，特恩布尔以54-44的选票击败阿博特，再次成为自由党党魁，副党魁毕晓普亦成功連任。9月15日，接受总督任命，成为第29任澳大利亚总理。2016年，在联邦大选中以微弱优势获得连任。

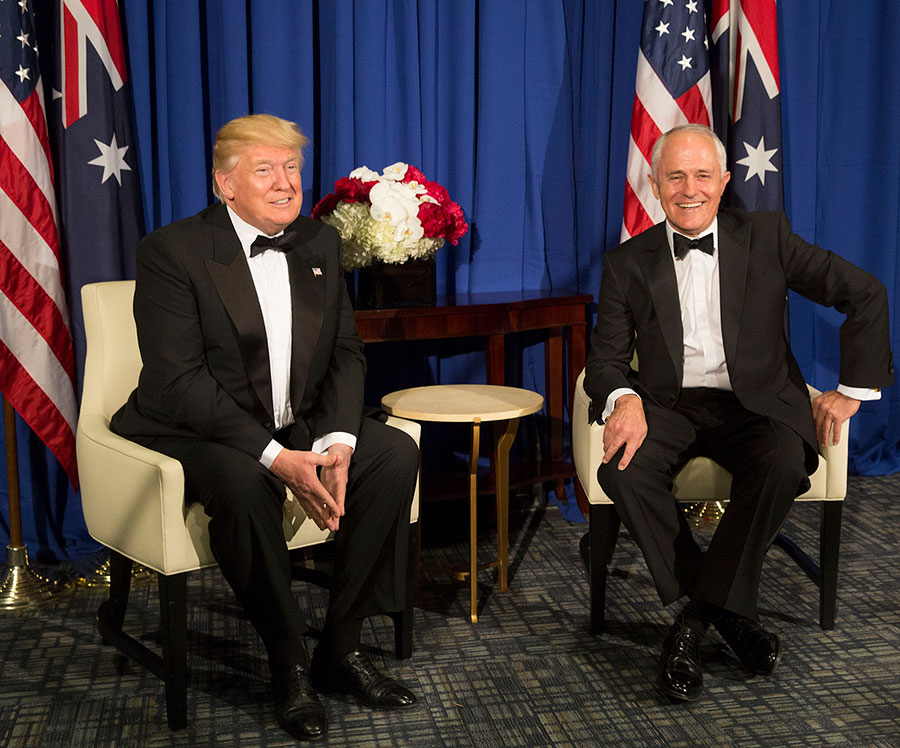
2017年5月4日特恩布尔在纽约与美国总统唐纳德·特朗普会面

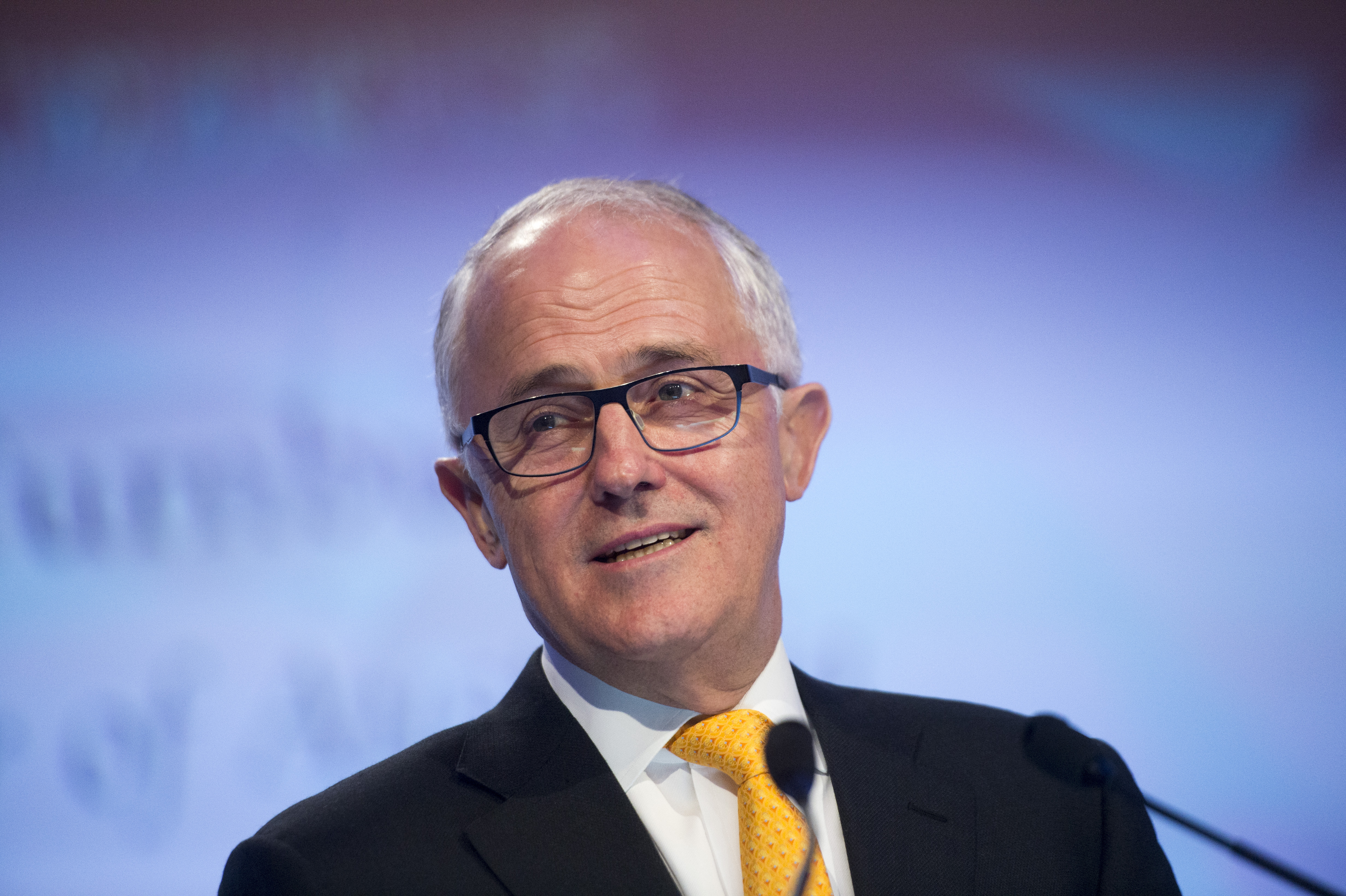
特恩布尔在新加坡（2017年6月2日）

在总理任内，2017年12月，对于媒体曝光的亲中人士干预澳大利亚政治的相关事件，特恩布尔在接受澳大利亚广播公司记者采访时表示谴责，并用中文模仿1949年中华人民共和国领导人毛泽东在开国大典上的致辞“中国人民站起来了”而说出“澳大利亚人民站起来”以表达自己领导的澳洲政府之立场。此举在中澳关系间引发紧张情势，招致中国留学生和移民不满。中国外交部也在媒体记者会上对这一言论提出了批评和抗议，使一贯以知华、亲华闻名的特恩布尔在部分中国移民当中的形象大打折扣。
2018年8月下旬，时任內政部长彼德·達頓宣布挑战特恩布尔的领袖位置。在达顿于8月24日第二次宣战时，特恩布尔发觉自己在议会党团中已无法获得多数支持，随即宣布辞职。随后，时任财政部长并与特恩布尔本人交好的斯科特·莫里森在党内投票中击败达顿及外交部长兼副党魁毕晓普，出任新一任澳大利亚总理。8月31日，特恩布尔辞去国会议员职务并宣布结束政治生涯。不巧的是，他留下的議席在补选中被独立的无党派人士所取得，令执政的联盟党政府成為少數政府。但在继任斯科特·莫里森的领导之下，联盟党在2019年中期的联邦大选中出人意料的获得第二次连任，并进一步取得了议会的控制性多数。莫里森政府在任内亦修改了相关法案，大幅提升了党内“逼宫”以致党、国领导人频繁更换的门槛，使澳洲近年来屡现的这一弊病得以医治。
2018年9月，在特恩布尔离任总理尚未满月之时，媒体曝光了澳洲的大型媒体集团澳大利亚广播公司（ABC）的前总经理Michelle Guthrie在当月被突然解职的相关内情，在澳洲国内引发巨大波澜。被曝光的电子邮件指Guthrie曾于当年5月拒绝时任集团董事长、被指与特恩布尔关系密切的Justin Milne的指示，而该指示要求Guthrie解雇先前曾撰文批评特恩布尔政府的税收政策的政论记者。Guthrie的这一系列反应招致了特恩布尔政府的不满，于是堪培拉方面被指在暗中向ABC集团进行了政治干预，以致Guthrie本人及撰写报道的记者被先后解除了职务。该事件对自由党以及彼时刚刚履职不久的莫里森政府都造成严重的形象打击。

## 個人生活

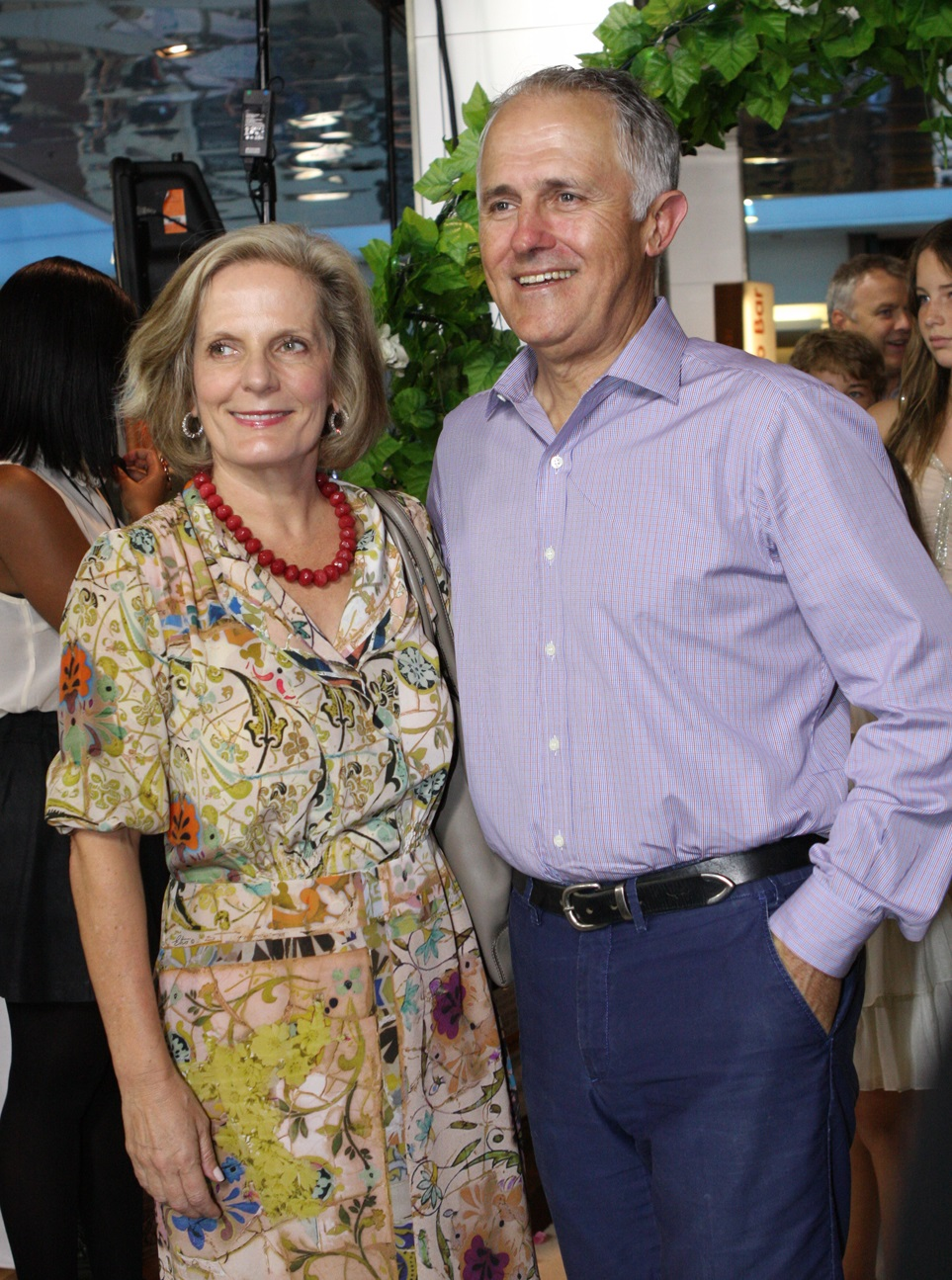
2012年麦肯·腾博与妻子、前悉尼市市长露西·腾博

腾博1980年在牛津郡与露西·腾博结婚。露西·腾博出身于澳大利亚世家休斯（Hughes）家族。父亲曾任联邦律政部长，曾祖父是第一任悉尼市市长。婚后，露西·腾博曾任悉尼市市长（Lord Mayor of Sydney）。两人育有一子一女：亚历山大（亚历克斯）和黛西。2013年，黛西诞下一子。亚历山大与妻子育有一女。
腾博曾屬長老宗。婚后，2002年改宗為天主教，然而他對天主教會就墮胎、幹細胞研究和同性婚姻議題的立場持反對意見。
2005年，麦肯·腾博与露西·腾博的财富据估算约为1.33亿澳元，因此他在当时是澳大利亚最富有的议员，直到2013年矿业大亨、亿万富翁克莱夫·帕尔默当选议员。
2010年，腾博曾是澳大利亚《商务评论周刊》200富豪榜中的第197名，比2009年的182名略低。当时他的个人财富被估算为1.86亿澳元，也是唯一入榜的政界人士。但2014年腾博没有进入富豪榜的200强。

### 与中国大陸的个人关系
与前总理陆克文的家庭类似，腾博的儿媳王怡文（Yvonne Wang）是华人，在香港长大，现居新加坡，在旅游网站Tripadvisor（猫途鹰）公关部门工作，其父亲是留学美国的中国国际关系学者王春明（Wang Chunming，音译），母亲是留学加拿大的音乐家涂崇玲（Tu Chongling，音译）。按照亚历克斯·腾博的说法，王春明在上海拥有广泛人脉关系。腾博本人在1994年就曾在中國投資，在河北蔡家營創辦合資企業河北華澳礦業公司開發铅锌银矿，是中國大陸改革開放之後的第一家中外合作礦山企業。由于腾博和中国大陸的个人关系，以及过去对于中国的温和言论，上任伊始就在中国赢得好感，据澳大利亚媒体报道，中国大陸媒体已开始将腾博昵称为“糖包”。